# 오토 쿠리스
오토 쿠리스(일본어: 音 くり寿 おと くりす[*], 12월 18일 - )는 일본의 배우이다. 전 다카라즈카 가극단 하나구미 여역 스타이다.
사이타마현 사이타마시, 쇼와 여자대학 부속 쇼와 중학교 출신이다. 키 160cm, 혈액형 B형이다. 애칭은 "쿠리", "쿠리스"이다.

## 약력
2012년, 다카라즈카 음악학교에 입학하였다.
2014년, 다카라즈카 가극단 100기생으로 입단. 츠키구미 공연 「다카라즈카오도리／내일에의 지침／TAKARAZUKA 화시집100!!」으로 초무대를 했다.
2015년, 구미마와리를 거쳐 하나구미에 배속되었다.
2016년, 「ME AND MY GIRL」으로, 시로키 미레이와 더블 캐스트로 신인공연 첫 히로인.
2017년, 「MY HERO」 (TBS아카사카ACT시어터/드라마시티 공연)으로, 아사즈키 키와와 동상공연 더블 히로인.
2018년, 「난릉왕」 (드라마시티/KAAT카나가와예술극장 공연)으로, 전과 나기나 루우미의 상대역을 맡아, 동상공연 단독 첫 히로인.
2019년, 센나 아야세 퇴단 공연 「CASANOVA」으로 첫 에트와르에 발탁되었다.
2022년 9월 4일, 「순례의 해／Fashionable Empire」 도쿄 공연 천추락을 기해, 다카라즈카 가극단을 퇴단했다.

## 인물
어렸을 때부터 다카라즈카를 비롯한 다양한 무대를 볼 수 있는 기회가 있었어서, 무대에 서는 사람을 동경했다.
다카라즈카 첫 관극은 2000년 유키구미 공연 「박카스라 불린 남자／화려한 천박자」이다.
중학교 3학년 때, "다카라즈카 무대에 서고 싶다"라고 강하게 생각해, 가족에게 이 마음을 전하고, 음악학교 수험에 임했다.
동경하는 상급생은 하나후사 마리이다.

## 수상이력
- 2017년, 『한큐스미레회 팬지상』 - 신인상
- 2020년, 『다카라즈카 가극단 연도상』 - 2019년도 아티스트상